# Anca Boagiu

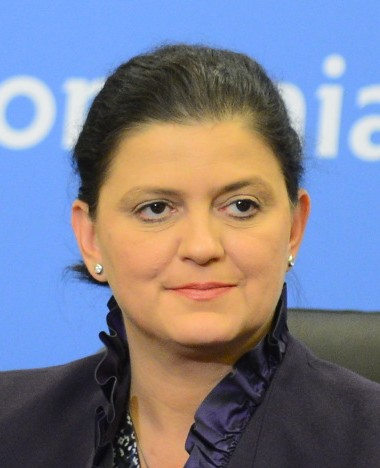
Anca Boagiu (2012)

Daniela-Anca Boagiu (* 30. November 1968 in Constanța) ist eine rumänische Ingenieurin und Politikerin. Als Mitglied der Demokratisch-Liberalen Partei (PD-L) war sie von 2000 bis 2008 Mitglied der rumänischen Abgeordnetenkammer für Bukarest und saß seit 2008 im Senat, ebenfalls für Bukarest. Im Kabinett von Mugur Isărescu war sie Verkehrsministerin im Jahr 2000; im Kabinett von Călin Popescu-Tăriceanu von 2005 bis 2007 war sie Ministerin für europäische Integration und im 2. Kabinett von Emil Boc war sie vom 3. September 2010 bis zum 6. Februar 2012 Verkehrsministerin.

## Leben
1995 schloss Boagiu ihr Studium an der Ingenieursfakultät der Ovidius Universität im Bereich Hydrotechnik ab. Von Dezember 1994 bis Januar 1996 war sie Assistenzdirektorin und später Direktorin bei einem Bauprojekt bei der Sanierung zweier Straßen, DN38 und DN39, im Kreis Constanța. Von Folgemonat bis März 1997 war sie verantwortlich für die Beschaffung und Ausgaben von Drittmitteln der Nationalen Straßenverwaltung. Für zwei Jahre ab Mai 1997 leitete sie das Phare-Management-Programm des Verkehrsministeriums. Von Mai 1999 bis Juni 2000 verwaltete sie dort Projekte mit externer Finanzierung. Nach dem Rücktritt von Traian Băsescu, der dann Bürgermeister von Bukarest wurde, wurde sie zur Verkehrsministerin ernannt, allerdings nur von Juni bis Dezember 2000, da das Kabinett Isărescu nach der Wahl nicht mehr die Regierung bildete. Sie schaffte bei dieser Wahl aber den Einzug in das Parlament, wo sie in zwei Legislaturperioden Mitglied folgender Ausschüsse war: Industrie und Dienstleistungen (2000–2008) Chancengleichheit zwischen Männern und Frauen (2000–2004); europäische Integration (2000–2004); europäische Angelegenheiten (2004–2008) und europäische Integration (2004–2006). Sie war die Ministerin für Europäische Integration von August 2005 bis April 2007, als das Ministerium nach dem Beitritt Rumäniens zur Europäischen Union aufgelöst wurde.
2008 wurde sie in den Senat gewählt und war fortan Mitglied der  Ausschüsse Europäische Angelegenheiten und Bildung, Wissenschaft, Jugend und Sport, seit Februar 2010 ist sie Vizepräsidentin des Senats. Seit dem 3. September 2010 ist Boagiu wieder Verkehrsministerin. Sie wurde von Emil Boc nach einer Kabinettsumbildung dazu ernannt.
Boagiu ist unverheiratet und hat einen adoptierten Sohn. 2010 wurde ihr der Grad eines Ritters der französischen Ehrenlegion verliehen. Innerhalb ihrer Partei war sie Leiterin des Bukarester Sektors 2, Vizepräsidentin des permanenten nationalen Büros (BPN) und Exekutivsekretärin der wirtschaftlichen Abteilung des BPN.